# Gildea Glacier
Gildea Glacier är en glaciär i Antarktis. Den ligger i Västantarktis. Chile gör anspråk på området. Gildea Glacier ligger 2 270 meter över havet.
Terrängen runt Gildea Glacier är bergig åt nordost, men åt sydväst är den kuperad. Trakten är obefolkad. Det finns inga samhällen i närheten. 